# 875
El 875 (DCCCLXXV) fou un any comú començat en dissabte del calendari julià.

## Esdeveniments
- Bari es reintegra a l'Imperi Romà d'Orient com a capital del nou tema de Longobardia.[1]